# Eschipolos, Cetatea Albă
Eschipolos (în ucraineană Глибоке, transliterat: Hlîboke, în rusă Глубокое, transliterat: Glubokoe) este un sat reședință de comună în raionul Cetatea Albă din regiunea Odesa (Ucraina). Are 1,232 locuitori, majoritatea români (moldoveni).
Satul este situat la o altitudine de 4 metri, în partea de vest a raionului Tatarbunar, pe malul vestic al Limanului Sasic. El se află la o distanță de 13 km sud de centrul raional Tatarbunar.
Până în anul 1947 satul a purtat denumirea oficială de Eschipolos (în ucraineană Єскіполос), în acel an el fiind redenumit Hliboke.

## Istoric
Satul Eschipolos a fost întemeiat de către țărani moldoveni, numindu-se inițial Adâncata.
Prin Tratatul de pace de la București, semnat pe 16/28 mai 1812, între Imperiul Rus și Imperiul Otoman, la încheierea războiului ruso-turc din 1806 – 1812, Rusia a ocupat teritoriul de est al Moldovei dintre Prut și Nistru, pe care l-a alăturat Ținutului Hotin și Basarabiei/Bugeacului luate de la turci, denumind ansamblul Basarabia (în 1813) și transformându-l într-o gubernie împărțită în zece ținuturi (Hotin, Soroca, Bălți, Orhei, Lăpușna, Tighina, Cahul, Bolgrad, Chilia și Cetatea Albă, capitala guberniei fiind stabilită la Chișinău).
În urma Tratatului de la Paris din 1856, care încheia Războiul Crimeii (1853-1856), Rusia a retrocedat Moldovei o fâșie de pământ din sud-vestul Basarabiei (cunoscută sub denumirea de Cahul, Bolgrad și Ismail). În urma acestei pierderi teritoriale, Rusia nu a mai avut acces la gurile Dunării. În urma Unirii Moldovei cu Țara Românească din 1859, acest teritoriu a intrat în componența noului stat România (numit până în 1866 "Principatele Unite ale Valahiei și Moldovei"). În urma Tratatului de pace de la Berlin din 1878, România a fost constrânsă să cedeze Rusiei sudul Basarabiei.
După Unirea Basarabiei cu România la 27 martie 1918, satul Eschipolos a făcut parte din componența României, în Plasa Chilia-Nouă a județului Ismail. Pe atunci, majoritatea populației era formată din români, existând și o comunitate mare de ruși. La recensământul din 1930, s-a constatat că din cei 1.470 locuitori din sat, 1.201 erau români (81.70%), 251 ruși (17.07%), 9 evrei și 4 bulgari. La 1 ianuarie 1940, din cei 1.769 locuitori ai satului, 1.381 erau români (78.07%), 196 ruși (11.08%), 78 polonezi, 2 evrei și 112 de altă etnie. În perioada interbelică, Eschipolos a fost o mică stațiune balneară de interes local, pe marginea apuseană a lacului Sasic.
Ca urmare a Pactului Ribbentrop-Molotov (1939), Basarabia, Bucovina de Nord și Ținutul Herța au fost anexate de către URSS la 28 iunie 1940. După ce Basarabia a fost ocupată de sovietici, Stalin a dezmembrat-o în trei părți. Astfel, la 2 august 1940, a fost înființată RSS Moldovenească, iar părțile de sud (județele românești Cetatea Albă și Ismail) și de nord (județul Hotin) ale Basarabiei, precum și nordul Bucovinei și Ținutul Herța au fost alipite RSS Ucrainene. La 7 august 1940, a fost creată regiunea Ismail, formată din teritoriile aflate în sudul Basarabiei și care au fost alipite RSS Ucrainene .
În perioada 1941-1944, toate teritoriile anexate anterior de URSS au reintrat în componența României. Apoi, cele trei teritorii au fost reocupate de către URSS în anul 1944 și integrate în componența RSS Ucrainene, conform organizării teritoriale făcute de Stalin după anexarea din 1940, când Basarabia a fost ruptă în trei părți.
În anul 1947, autoritățile sovietice au schimbat denumirea oficială a satului din cea de Eschipolos în cea de Hliboke. În anul 1954, Regiunea Ismail a fost desființată, iar localitățile componente au fost incluse în Regiunea Odesa.
Începând din anul 1991, satul Eschipolos face parte din raionul Tatarbunar al regiunii Odesa din cadrul Ucrainei independente. În prezent, satul are 1.232 locuitori, în proporții mari români (moldoveni) și ucraineni.

## Demografie
Componența lingvistică a comunei Eschipolos
     Română (79,71%)
     Ucraineană (11,53%)
     Rusă (5,93%)
     Bulgară (1,14%)
     Alte limbi (0,16%)
Conform recensământului din 2001, majoritatea populației comunei Eschipolos era vorbitoare de română (79,71%), existând în minoritate și vorbitori de ucraineană (11,53%), rusă (5,93%) și bulgară (1,14%).
1930: 1.470 (recensământ) 
1940: 1.769 (estimare)
2001: 1.232 (recensământ)

## Cultura
În perioada interbelică, populația românească era majoritară în acest sat. Deși proiectul "Ghidul școlilor românești de pretutindeni", alcătuit de Departamentul pentru Relațiile cu Românii de Pretutindeni din cadrul Ministerului Afacerilor Externe al României în 2007, menționa că la Eschipolos se afla o școală în care se învață în limba română, Societatea pentru Cultură Românească „Mihai Eminescu” din Regiunea Cernăuți a dezvăluit faptul că Școala medie de cultură generală din localitate a fost închisă în anul 1963 "cu concursul brigadierului Ilcenko de la colhozul „Răscoala de la Tatarbunar”, care a dorit ca urmașii săi (copiii) să urmeze școala în limba rusă" . Cu toate acestea, la școala din sat se predă limba română doar ca obiect de studiu .
În satul Eschipolos se află Mănăstirea "Schimbarea la Față", pe malul lacului Sasic. Așezământul monahal datează din anul 1905 când un localnic cu numele de Marin Sozon a cumpărat de la săteni un teren pe care l-a donat Mănăstirii "Cetatea" din Ismail . El cultiva acest teren cu grâu, pe care-l dădea monahilor de la mănăstire, conduși pe atunci de starețul Feodosie. Cu timpul, aici a fost ridicată o mănăstire de călugări. În apropierea sa, a fost descoperit un izvor cu apă tămăduitoare, ceea ce a făcut ca numărul pelerinilor să crească. În perioada celui de-al doilea război mondial, așezământul monahal a primit obște de călugărițe. După instalarea puterii sovietice în Basarabia, în 1945, mănăstirea a fost închisă, iar clădirile sale transformate în sanatoriu pentru tratarea copiilor cu diferite afecțiuni și apoi în clinică de dezalcolizare. În acea perioadă, biserica mare a fost transformată în cantină pentru bolnavi și cadre sanitare, iar biserica mică în cinematograf. Mănăstirea a fost redeschisă în mai 1991 de o măicuță din satul Crihana Veche (raionul Cahul, Republica Moldova). Au fost construite chilii noi, o casă de oaspeți, iar biserica mare a fost renovată. În anul 2009, în mănăstire viețuiau 30 de maici, dintre care numai vreo zece vorbeau românește .
Biserica ortodoxă cu hramul "Sf. Arhangheli Mihail și Gavriil" a fost construită de săteni în 1940. A fost distrusă în 1945, după mai multe încercări, crucea fiind trasă de pe cupolă cu ajutorul unui tractor, iar biserica demolată. Pe locul bisericii a fost ridicată o școală, iar din cărămida lăcașului de cult s-a construit un cămin cultural.